# Peggy Carr
 (juin 2023).
Pour les articles homonymes, voir Carr.
Peggy Carr est une poète et diplomate de Saint-Vincent-et-les-Grenadines vivant à Taïwan.

## Biographie
Peggy Carr naît à Saint-Vincent-et-les-Grenadines vers 1955. Elle grandit dans un petit village rural. Sa mère travaille en ville et elle vit à la ferme chez ses grands-parents. Elle commence très jeune à écrire de la poésie.
Carr devient journaliste et a une fille, Vashti. Elle travaille pour l'Agency for Public Information de son pays. Après plusieurs visites à Taïwan, elle y déménage en 2000 sans sa fille ; elle affirme trouver les deux pays extrêmement similaires. Elle travaille comme journaliste puis comme éditrice de la Central News Agency. Pendant plusieurs années, elle remplit officieusement la fonction d'ambassadrice de Saint-Vincent-et-les-Grenadines à Taïwan, avant la création d'une ambassade formelle en 2019,, ; elle accompagne notamment les étudiants vincentais en échange académique dans le pays. Fin 2019, elle est nommée ambassadrice culturelle vincentaise à Taïwan.
Carr publie régulièrement de la poésie et apparaît dans plusieurs anthologies, dont Creation Fire: A CAFRA Anthology of Caribbean Women's Poetry, Caribbean Poetry Now, et l'Oxford Book of Caribbean Verse in 2005. Elle publie son premier recueil, Echoes from a Lonely Nightwatch, en 1989, puis Fresh Tracks in an Ancient Land en 1996 et Honey and Lime en 2006,, ; si elle écrit habituellement en anglais, une partie de Honey and Lime est écrit en créole vincentais (en). En 2014, son poème Flight of the Firstborn est choisi par BBC Radio Scotland pour représenter la poésie de Saint-Vincent-et-les-Grenadines.
En octobre 2020, elle publie son premier roman, Shape of a Warrior, dans la maison d'édition dominiquaise Emmanuel Publishing House.